# Sphegigaster ciliatuta
Sphegigaster ciliatuta är en stekelart som beskrevs av Huang 1990. Sphegigaster ciliatuta ingår i släktet Sphegigaster och familjen puppglanssteklar. Inga underarter finns listade i Catalogue of Life.